# Cetraria
Genre
Cetraria (du latin cetra, « petit bouclier » en cuir, allusion à la forme et à la couleur brune du thalle) est un genre de lichens de la famille des Parmeliaceae.

## Liste des espèces
Selon Index Fungorum :
- Cetraria aculeata
- Cetraria australiensis
- Cetraria ericetorum
- Cetraria islandica (L.) Ach. - espèce type
- Cetraria muricata
- Cetraria odontella
- Cetraria racemosa
- Cetraria sepincola
- Cetraria crespoae